# Paul Pesthy
Paul Karoly Pesthy (* 25. März 1938 in Budapest, Ungarn; † 28. Oktober 2008 in San Antonio) war ein US-amerikanischer Pentathlet und Fechter.

## Karriere
Pesthy wurde in Budapest geboren und emigrierte 1958 in die Vereinigten Staaten. Bereits in seiner Jugend hatte er mit dem Modernen Fünfkampf begonnen. Er besuchte die Rutgers University und gewann 1964 und 1965 mehrere Meisterschaftstitel im College-Fechten.
Bei den Olympischen Spielen 1964 in Tokio trat er sowohl im Modernen Fünfkampf als auch im Fechten an. Er belegte im Einzel des Fünfkampfs den 16. Platz und gewann gemeinsam mit David Kirkwood und James Moore in der Mannschaftswertung die Silbermedaille. Im Degenfechten schied er im Einzel und mit der Mannschaft in der Vorrunde aus. Auch 1968 und 1976 nahm er an den Olympischen Spielen teil, diesmal ausschließlich im Fechten, jedoch ohne großen Erfolg.
Bei Weltmeisterschaften errang er 1962 und 1963 jeweils mit der Bronzemedaille im Mannschaftswettbewerb seine einzigen Podiumsplatzierungen. Pesthy war dreimal US-amerikanischer Meister im Modernen Fünfkampf sowie fünfmal im Degenfechten. Auch mit der Fechtmannschaft sammelte er mehrere Titel.
Nach seiner aktiven Sportlerkarriere arbeitete er am San Antonio College an der Fakultät für Sport.